# ロピタル＝サン＝ブレーズ
ロピタル＝サン＝ブレーズ（フランス語: L'Hôpital-Saint-Blaise, バスク語:Ospitalepea）は、フランス、ヌーヴェル＝アキテーヌ地域圏ピレネー＝アトランティック県のコミューン。

## 地理
ロピタル＝サン＝ブレーズは、モレオン＝リシャール小郡にある小さなコミューンである。フランス領バスクのスール地方に属し、バスクとベアルンの境にある。村は、サンティアゴ・デ・コンポステーラの巡礼路の宿場であった。
村にはオロロン川支流ローセ川が流れる。

## 由来
Hôpital Saint-Blaiseの名は、1334年にオロロン＝サント＝マリーで作成された公正証書にてla Commanderie de Misericordiとして現れる。1670年のナヴァール国法規においてSaint-Blas、18世紀ポーの地方長官はl'Hôpital de Saint-Blaise de Misericordeと記した。

## 歴史
ロピタル＝サン＝ブレーズの村は、巡礼者のための施療所にその存在を負っていた。現在、名前の由来となった施療所は存在しない。今日、村を横断する小さな道が、12世紀には騎士、商人、聖職者、移民が行き交う南フランスとイベリア半島とを結ぶ通行路であった。当時はレコンキスタが行われていた。イベリア半島のキリスト教国家の王たちは、北ヨーロッパの男性たちを招聘していた。かつてイスラム教徒の国だった土地を征服し、移住し、治めるのに役立てようとしていた。これら移住者の移動が容易であるため、施療所のネットワークがピレネーの北側にできた。アラゴン王やベアルン伯は、サント＝クリスティーヌ・デュ・ソンポール病院にこれらネットワークの管理を委託した。この病院はベアルン、アラゴン、ナバラに資産を有する強力な修道会になっていった。ミゼリコルド施療所（サン＝ブレーズ施療所の旧名）が、サント＝クリスティーヌ・デュ・ソンポールの聖職者たちによって12世紀半ばに創設された。
巡礼途上に教会を詣でるので、旅行者は同時に巡礼者でもあった。この理由のため、ほとんどのほかの病院と同じく、施療所は教会に付属していた。現在もこの時代の名残が唯一保たれている。
ミゼリコルド施療所はいくつかの宗教コミュニティーからなっていた。donatsという名の俗人がおり、彼らは施療所に「与えられ」た存在で、保守作業を行っていた。施療所は世襲財産を伴うコマンドリー（commanderie）であった。世襲遺産によってコミュニティーは生きていくことができ、土地、建物、放牧権、十分の一税といった役割を受け入れることが保証されていた。
13世紀からピレネーを越えるルートが移動し、現在この小さな施療所で足を止める巡礼者はまれになった。彼らの中でも、サンティアゴ・デ・コンポステーラへの巡礼者が一部いるだろうが、むしろそういった巡礼者は16世紀から登場した。一つは巡礼の通路となる痕跡を残している。続く世紀の間に教会は、信仰の場所としての修復を緊急に受けただけで、むしろ変化はわずかだった。コマンドリーの職はフランス革命まで続き、教会の周りで成長した村ははるかに大きくなった。
聖ブレーズ信仰は、16世紀からこの教会で確認された。毎年2月上旬、地元住民が一緒になって巡礼を行う。かつて、家畜の病気を治してくれるように農民は聖人にとりなしを願った。また。聖ブレーズは喉の痛みを治すことで知られていた。聖ブレーズはヨーロッパのほとんどの土地で尊敬を集める守護聖人である。彼に献堂された教会は数多い。羊飼い、羊毛の梳毛工、石工、ワイン生産者といった職種で聖ブレーズが守護聖人とされていた。

## 経済
農業が主体である（トウモロコシ栽培と家畜の飼育）。オッソー・イラティチーズのAOCエリアに含まれている。

## 人口統計
| 1962年 | 1968年 | 1975年 | 1982年 | 1990年 | 1999年 | 2007年 |
| ------ | ------ | ------ | ------ | ------ | ------ | ------ |
| 77     | 82     | 74     | 64     | 76     | 74     | 76     |

参照元:1962年までEHESS1968年以降INSEE

## 巡礼
ロピタル＝サン＝ブレーズには、サンティアゴ・デ・コンポステーラの巡礼路を行く巡礼者のための宿泊所がある。最大8人が収容可能である。